# Missatge als mallorquins
El Missatge als mallorquins va ser un manifest que es va publicar a la premsa escrita de Catalunya el maig de 1936 amb la finalitat d'intensificar les relacions culturals entre Catalunya i Mallorca.

## El Comitè de Relacions entre Catalunya i Mallorca
L'octubre de 1933 amb motiu del centenari de la Renaixença va ser redactat un comunicat d'un Comitè de Relacions entre Catalunya i Mallorca, adreçat a les corporacions públiques i a les entitats animades pels ideals de la Renaixença, però no es va fer públic fins al maig de 1934. Al cap de poc temps es produïren els fets d'octubre i les activitats del Comitè s'aturaren.

## Contengut
Després de la victòria electoral del Front Popular es tornà a normalitzar la situació política i cultural de Catalunya i va ser possible recuperar la iniciativa del Comitè de Relacions entre Catalunya i Mallorca. El manifest proclamava la germanor en la història, en la nostra renaixença i en l'esdevenidor, amb altres pobles de la nostra nissaga i de la nostra llengua i remarcava la idea de la nostra comunitat, que, essent estrictament espiritual, no comporta hegemonies, sinó fraternal col·laboració. Expressava els llaços que uneixen Catalunya amb els altres pobles de llengua catalana i declarava que els que lliguen Catalunya amb Mallorca són de naturalesa íntima i infrangible. Posava exemples des de Ramon Llull fins a l'Escola Mallorquina i observava que aquests llaços sols són sentits per un grup reduït i de persones i cal que aquests sentiments de solidaritat siguin propagats a tots els estaments socials, si volem que la nostra Renaixença assoleixi aquell sentit de destí col·lectiu que infon virtut d'eficàcia a totes les teories i a tots els ideals que puguin concebre les ments dels conduïdors de pobles.
Per això, els signants del manifest creien que s'havien d'afermar amb intensitat els vincles històrics que la Renaixença havia tornat a fer atuals i fecunds. I si és veritat que no s'estima sinó allò que es coneix, caldria que, continuant i intensificant anteriors iniciatives, es dugués a terme una tasca adreçada a donar-se a conèixer els dos pobles de manera recíproca. Hom saludava fraternalment els elements culturals de Mallorca i feia una crida a les entitats animades pels ideals de la Renaixença i les corporacions públiques d'una i altra terra perquè fessin actes que consagrassin la germanor i l'acció cultural comuna.

## Signants
El Missatge era patrocinat per un Patronat presidit per Antoni Rubió i Lluch. Entre els signants hi havia Pere Coromines, Lluís Millet, Pere Bosch Gimpera, Francesc Cambó, Francesc Carreras i Candi, Pompeu Fabra, Eduard Fontserè, Amadeu Hurtado, Francesc Matheu, Lluís Nicolau i d'Olwer, Rafael Patxot i Jubert, Josep Puig i Cadafalch, Carles Riba, Jaume Serra i Húnter.
Del Comitè organitzador en formaven part Joaquim Balcells, Josep Vicent Foix, Joaquim Folch i Torres, Tomàs Garcés, Manuel de Montoliu, Jordi Rubió i Joaquim Xirau.
Les primeres autoritats de Catalunya: Lluís Companys, Joan Casanovas, Ventura Gassol, Carles Pi i Sunyer i Cristià Cortès (president de la comissió de cultura de l'Ajuntament de Barcelona) s'adheriren a la iniciativa en forma de Comitè d'Honor.

## Ressò a Mallorca
El Missatge va ser reproduït per La Nostra Terra, que a l'editorial del mes de maig feia ressaltar que el document era la represa, amb major amplitud i caràcter més oficial, d'anteriors intents que afirmaven la fraternitat d'uns pobles que parlen la mateixa llengua i una invitació a intensificar les col·laboracions i intercanvis. L'Associació per la Cultura de Mallorca s'encarregà de preparar un text, la Resposta als catalans, que fou aprovat en sessió plenària i signat per cent cinquanta-tres persones i aparegué a la premsa de Mallorca el 10 de juny i a la de Barcelona a partir del 14 del mateix mes. Com a conseqüència de l'intercanvi de documents es va crear una Secretaria de la Comunitat Cultural Catalano-Balear, que va organitzar una visita a Mallorca pel 21 de juny de 1936 i un concert de l'Orfeó Català, pel 25 del mateix mes, però els actes foren ajornats fins a l'octubre. El cop d'estat de Franco va fer impossible que els actes programats es duguessin a terme.